# San Nicolás Tolentino
San Nicolás Tolentino là một đô thị thuộc bang San Luis Potosí, México. Năm 2005, dân số của đô thị này là 5547 người.